# 朝までダメテレビ〜コンプレックスに打ち勝って脱ダメ人間!!〜
『朝までダメテレビ〜コンプレックスに打ち勝って脱ダメ人間!!〜』（あさまでだめてれび こんぷれっくすにうちかってだつだめにんげん）は、日本テレビで放送された討論をテーマにしたバラエティの特別番組である。『朝まで生テレビ!』（テレビ朝日系）のパロディ。

## 概要
『ダメな人間』のテーマとして、徹底討論を繰り広げる討論バラエティである。

### スポンサー
スカルプDの一社提供である。

## 出演者
★：「スカルプD」にCM出演

### MC
- 宮迫博之（雨上がり決死隊）★
- 優木まおみ

### パネリスト
- 蛍原徹（雨上がり決死隊）★
- 千原せいじ（千原兄弟）★
- いとうあさこ
- 原西孝幸（FUJIWARA）★
- 岩尾望（フットボールアワー）★
- 山里亮太（南海キャンディーズ）
- 堤下敦（インパルス）
- 藤田憲右（トータルテンボス）★
- 矢部太郎（カラテカ）
- U字工事
  - 福田薫
  - 益子卓郎

## 放送日地域
| 放送対象地域 | 放送局     | 系列           | 放送日                            |
| ------------ | ---------- | -------------- | --------------------------------- |
| 関東広域圏   | 日本テレビ | 日本テレビ系列 | 2009年9月5日 25時50分 - 26時50分  |
| 近畿広域圏   | 読売テレビ | 日本テレビ系列 | 2009年9月11日 25時40分 - 26時40分 |
| 福岡県       | 福岡放送   | 日本テレビ系列 | 2009年9月20日 25時43分 - 26時43分 |
| 中京広域圏   | 中京テレビ | 日本テレビ系列 | 2009年9月21日 25時56分 - 26時56分 |

## スタッフ
- 総合演出：高橋利之
- 構成：桜井慎一、藤澤雅孔
- TM：江村多加司
- SW：米田博之
- カメラ：鎌倉和由
- 音声：大田黒健至
- VE：石山実
- 照明：井口弘一郎
- 編集：生田目隼
- MA：佐渡吉志広
- 音効：高取謙
- 美術：林健一
- デザイン：田澤奈津美
- マルチ：ミジェット
- TK：本田浩子
- リサーチ：喜多あおい
- 技術協力：NiTRo、スタジオWELT
- 美術協力：日テレアート
- 広報：松榮大
- 営業：岡本和孝、植木崇文
- 演出補：速水麻衣、郡司泰雅
- AP：西沙織、関原奈津子
- ディレクター：大楽和也、市川隆、小川大輔、平野彰子、嘉数真二郎
- 演出：飯塚一志
- プロデューサー：遠藤正累、福島ツトム
- チーフプロデューサー：松岡至
- 制作協力：ジーワン
- 製作著作：日本テレビ